# Dobladura

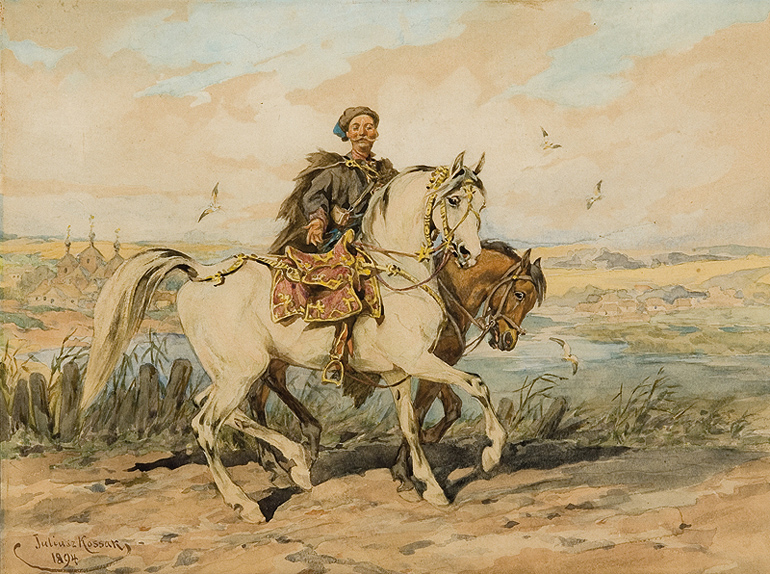
Cosaco con su dobladura (acuarela de 1894)

En el ámbito militar se llama dobladura al segundo caballo que debía llevar un hombre de armas o lanza completa a la guerra. 
Este caballo de repuesto debía ser vigoroso y fuerte para sustituir al caballo de batalla cuando éste quedaba fuera de combate o se inutilizaba. 